# Naruto: Clash of Ninja
Naruto: Clash of Ninja (NARUTO -ナルト- 激闘忍者大戦!, Naruto: Gekitō Ninja Taisen, lit. Naruto: Grande Batalha Ninja) é um jogo eletrônico de luta cel shading 3D desenvolvido pela Eighting e publicado pela D3 Publisher e Tomy. O jogo é baseado no popular anime e mangá Naruto por Masashi Kishimoto, e é o primeiro jogo eletrônico da série Naruto: Clash of Ninja. No jogo, os jogadores colocam dois personagens de Naruto uns contra os outros, usando ataques básicos e técnicas especiais para derrotar seu oponente em um dos modos do jogo.
Clash of Ninja foi originalmente lançado no Japão em 19 de dezembro de 2002, e subsequentemente lançado na América do Norte em 17 de novembro de 2005, com a única diferença principal é que os personagens do jogo foram dublados pelos dubladores americanos do anime Naruto. O jogo obteve opiniões críticas mistas, com muitos elogiando o sistema de combate simples e fácil de aprender, e outros criticando o sistema de combate e a falta de conteúdo desbloqueável significativo.

## Jogabilidade

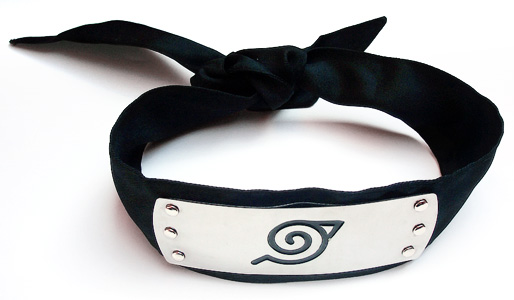
Em Clash of Ninja, o enredo segue o mesmo resultado da série original de mangá e anime, com a maioria dos personagens principais aparecendo.

Durante todo o jogo, o jogador controla um dos poucos personagens baseados diretamente em suas contrapartes no mangá e anime Naruto. Clash of Ninja faz parte do gênero de jogo eletrônico de luta; onde o jogador coloca seu personagem contra outro personagem controlado pela IA do jogo ou por outro jogador, dependendo do modo em que o jogador está. O objetivo é reduzir a saúde do oponente a zero usando ataques básicos e técnicas especiais exclusivas para cada personagem que são derivadas de técnicas que usadas em  Naruto. Por exemplo, o personagem Naruto Uzumaki é capaz de usar o seu famoso Jutsu dos Múltiplos Clones da Sombra, enquanto Rock Lee utiliza muitas variantes de sua técnica Punho Forte. Para usar essas técnicas, os personagens têm disponível uma barra de chakra, que se esgota com a execução de uma técnica especial, e se regenera ao longo do tempo. Nos vários modos do jogo, o jogador pode escolher entre diferentes estilos de jogo. O Modo História de Clash of Ninja segue o enredo do anime e mangá, e um modo versus coloca dois jogadores uns contra os outros.

## Desenvolvimento
A versão japonesa original de Clash of Ninja, o primeiro jogo da série Clash of Ninja, foi desenvolvido pela Eighting e publicado pela D3 Publisher e Tomy, e lançado em 19 de dezembro de 2002. Em 27 de outubro de 2005, ambos Clash of Ninja e sua sequência, Clash of Ninja 2, foram lançados em Noviembre de 2005 na América do Norte. O jogo tem um total de dez personagens que são do arco do País das Ondas e o começo do arco do Exame Chunin da série. Masato Toyoshima, um dos executivos da Eighting, afirmou que o jogo foi desenvolvido para atrair tanto os gamers casuais quanto os hardcores. A única diferença significativa feita pela Eighting no desenvolvimento entre a variante em inglês e sua contraparte japonesa foi a dublagem, que foi realizada pelos dubladores americanos do anime Naruto. Toyoshima afirmou que a equipe de desenvolvimento ficou especialmente orgulhosa por ter conseguido alcançar um estilo gráfico cel shading que se aproxima das cenas de Naruto.

## Recepção
Clash of Ninja recebeu críticas mistas de várias publicações da crítica especializada. O portal agregador de notas GameRankings deu-lhe uma pontuação de 67,35%, enquanto Metacritic deu 72 de 100. No Japão, Famitsu deu ao jogo uma pontuação 31 de 40. O jogo vendeu bem na América do Norte, tornando-se parte do conjunto da Nintendo de jogos Player's Choice, que reduz o preço do jogo em varejos para 20 dólares quando esse vende pelo menos 250 000 cópias.
A jogabilidade presente no jogo foi sujeito às opiniões diferenciadas entre os críticos. O portal IGN elogiou o sistema de batalha do jogo, classificando-o como "muito equilibrado, incrivelmente rápido e ainda muito divertido". A GameSpot forneceu uma crítica mais negativa, julgando os modos diferentes do jogo como "incrivelmente chatos e previsíveis", criticando também a falta de diferenças significativas no estilo de jogo dos personagens. A GameSpot também comentou que a dublagem do título era como ouvir "um dos piores exemplos de estereótipos no mundo da dublagem", e notou a falta de itens desbloqueáveis e outros incentivos para continuar jogando. O programa de televisão X-Play do canal G4 TV deu a Clash of Ninja duas de cinco estrelas, criticando o motor de combate como "um dos motores mais preguiçosos e super simplificados já vistos em um jogo 3D de luta", e "ridiculamente básico". A X-Play também criticou a falta de um enredo significativo no Modo História e da falta de uso de cenas ou itens desbloqueáveis. GameSpy comentando sobre isso, observou que "considerando o charme do material de origem, [o jogo] é realmente uma decepção".
O gráfico cel shading junto com o áudio do jogo receberam críticas positivas por parte dos críticos, com a GameSpot elogiando-o como "suave, e com animações poderosas", e exaltando os efeitos sonoros como "poderosos e com uma trilha sonora impulsiva". GameSpy observou que "[o jogo] conseguiu deslumbrar na parte de design visual" e comentou que os detalhes gráficos variados eram "fluidos e precisos". X-Play, no entanto, considerou os gráficos "pouco impressionantes", e criticou a falta de uso significativo da animação e cenas cinematográficas, e observou que os gráficos "seguem um mesmo estilo durante todo o jogo".